# Tear down this wall!

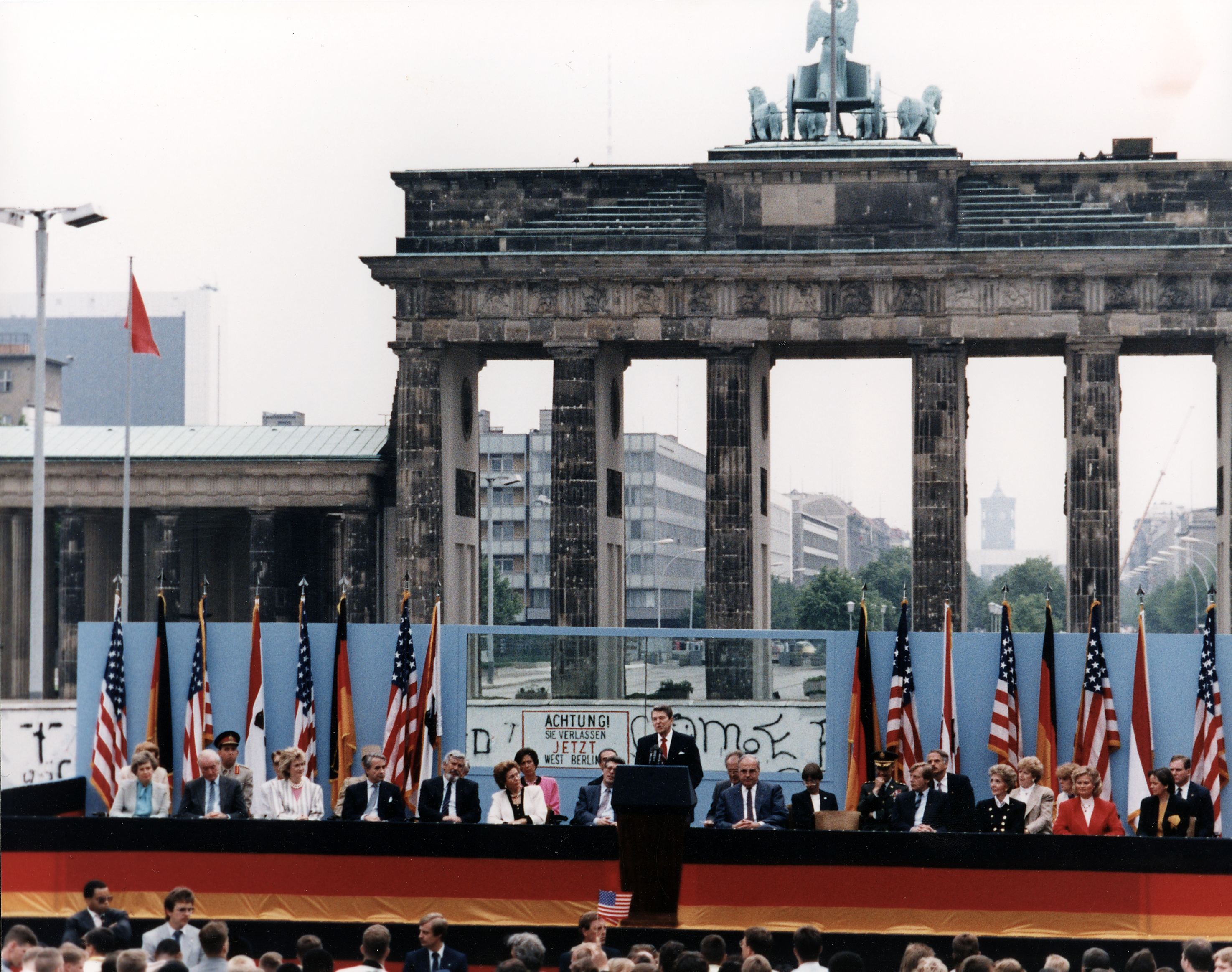
Rede am Brandenburger Tor am 12. Juni 1987

“Tear down this wall!” (deutsch: „Reißen Sie diese Mauer nieder!“) ist eine Zeile aus einer Rede von US-Präsident Ronald Reagan in West-Berlin am 12. Juni 1987, welche den Regierungschef der Sowjetunion, Michail Gorbatschow, dazu aufforderte, die Berliner Mauer zu öffnen, die seit August 1961 West- und Ost-Berlin teilte.

## Zum Hintergrund
Ronald Reagan war im Januar 1981 US-Präsident geworden und besuchte im Juni 1982 erstmals als Präsident West-Berlin. Er hielt eine Rede, in der er auch die Berliner Mauer ansprach: “I’d like to ask the Soviet leaders one question […] Why is the wall there?” (deutsch: „Ich möchte den sowjetischen Führern eine Frage stellen […] Warum ist die Mauer dort?“) Im Jahr 1986, 25 Jahre nach dem Mauerbau, beantwortete er die Frage der Bild-Zeitung, wann er denke, dass die Mauer abgerissen werden könnte: “I call upon those responsible to dismantle it [today]” (deutsch: „Ich appelliere an die Verantwortlichen, sie [heute] abzubauen“).
Am Tag vor Reagans erneutem Besuch im Jahr 1987 demonstrierten 50.000 Menschen in Berlin gegen ihn. Während des Besuchs selbst wurden einige Bereiche der Stadt von der Veranstaltung abgeriegelt; insbesondere der Bezirk Kreuzberg (so wurde die U-Bahn-Linie 1 geschlossen).
Einige Mitarbeiter Reagans diskutierten den Redeentwurf kontrovers, da sie der Meinung waren, er solle auf diesen Teil verzichten, um Gorbatschow mögliche Verlegenheiten oder eine Bloßstellung zu ersparen. Reagan und Gorbatschow hatten eine gute Beziehung aufgebaut. US-Beamte in der Bundesrepublik Deutschland und die Redenschreiber des Präsidenten, einschließlich Peter Robinson, dachten anders. Robinson reiste vor der Rede nach West-Berlin und gewann dabei den Eindruck, dass viele West-Berliner gegen die Mauer waren.  Am 18. Mai 1987 traf sich Reagan mit seinen Redenschreibern und sagte später dazu: “I thought it was a good, solid draft” (deutsch: „Ich habe gedacht, dass es ein guter, solider Entwurf war“). Howard Baker, Stabschef des Weißen Hauses, wandte ein, dass es extrem und nicht präsidial klinge; der stellvertretende US-Sicherheitsberater Colin Powell stimmte dem zu. Dennoch mochte Reagan die Passage und sagte, “I think we’ll leave it in” (deutsch: „Ich denke, wir werden es drin lassen“).
Der Chef-Redenschreiber Anthony Dolan schrieb die Zeilen Reagan zu. In einem im The Wall Street Journal im November 2009 veröffentlichten Artikel schrieb Dolan, Reagan habe in einer Sitzung im Oval Office die Zeile präsentiert. Er äußerte sich auch zu seinen damaligen Reaktion und zu der Robinsons. Das führte zu einem freundlichen Schriftwechsel zwischen Robinson und Dolan über ihre unterschiedlichen Darstellungen, welchen das Wall Street Journal veröffentlicht hat.

## Die Rede
Bei ihrer Ankunft in Berlin am 12. Juni 1987 wurden Reagan und seine Frau Nancy zum Reichstag gebracht, wo sie die Mauer von einem Balkon aus betrachteten. Reagan hielt seine Rede dann um 14:00 Uhr am Brandenburger Tor vor zwei Scheiben aus Panzerglas. Unter den Zuhörern waren Bundespräsident Richard von Weizsäcker, Bundeskanzler Helmut Kohl und West-Berlins Bürgermeister Eberhard Diepgen.
An diesem Nachmittag sagte Reagan, nachdem er auf erste Anzeichen von Veränderungen in der sowjetischen Politik hingewiesen hatte:

“We welcome change and openness; for we believe that freedom and security go together, that the advance of human liberty can only strengthen the cause of world peace. There is one sign the Soviets can make that would be unmistakable, that would advance dramatically the cause of freedom and peace. General Secretary Gorbachev, if you seek peace, if you seek prosperity for the Soviet Union and Eastern Europe, if you seek liberalization, come here to this gate. Mr. Gorbachev, open this gate. Mr. Gorbachev, tear down this wall!”

„Wir freuen uns über Veränderungen und Offenheit; weil wir glauben, dass Freiheit und Sicherheit miteinander einhergehen, wo der Fortschritt der menschlichen Freiheit nur die Absicht des Weltfriedens stärken kann. Es gibt ein Zeichen das die Sowjets machen können, welches unmissverständlich sein und drastisch die Angelegenheit der Freiheit und des Friedens verbessern würde. Generalsekretär Gorbatschow, wenn Sie Frieden suchen, wenn Sie Wohlstand für die Sowjetunion und Osteuropa suchen, wenn Sie Liberalisierung suchen, kommen Sie hierher zu diesem Tor. Herr Gorbatschow, öffnen Sie dieses Tor. Herr Gorbatschow, reißen Sie diese Mauer nieder!“

Später in seiner Rede sagte Reagan:

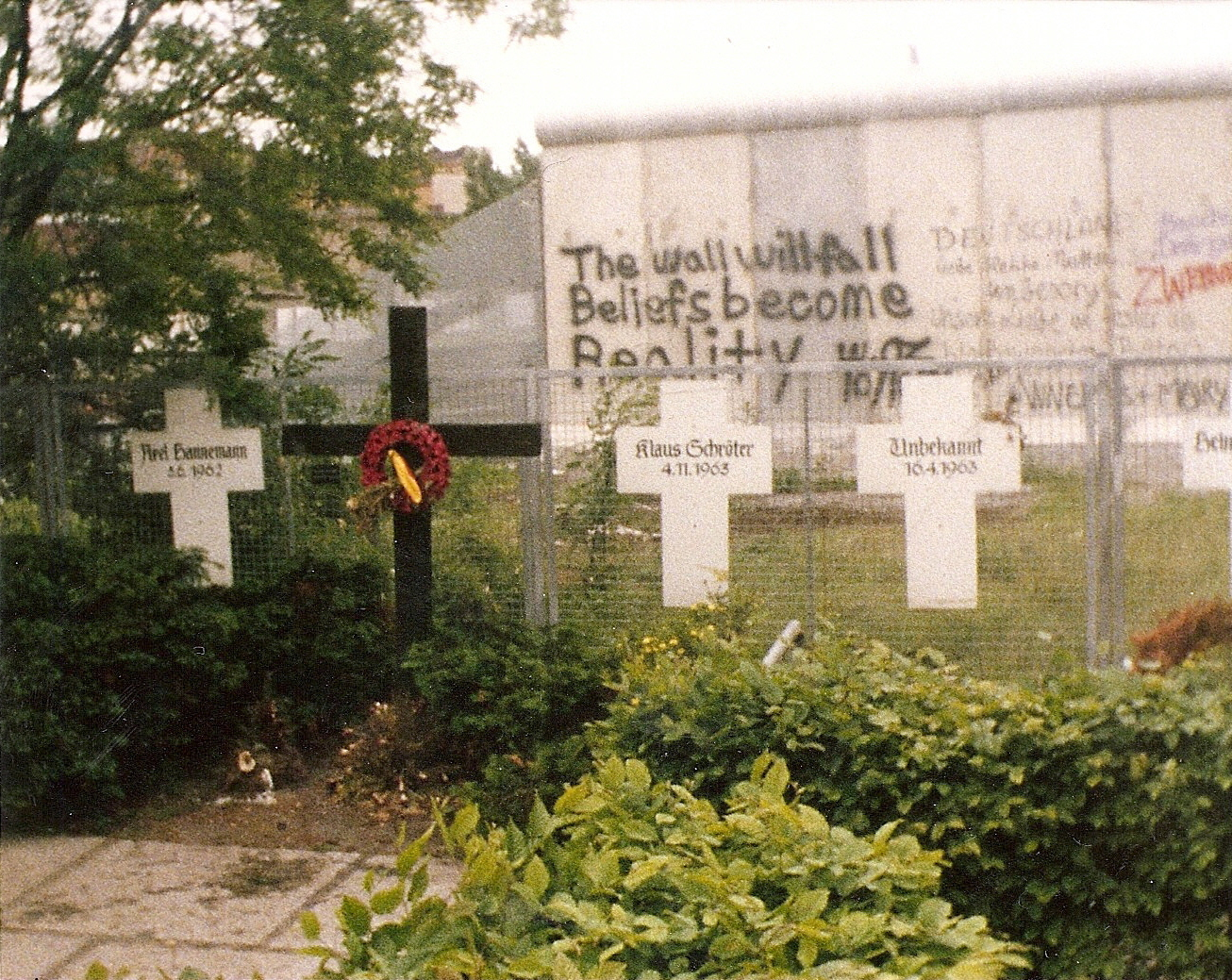
Ein Teil der in der Rede erwähnten Mauer

“As I looked out a moment ago from the Reichstag, that embodiment of German unity, I noticed words crudely spray-painted upon the wall, perhaps by a young Berliner, ‘This wall will fall. Beliefs become reality.’ Yes, across Europe, this wall will fall. For it cannot withstand faith; it cannot withstand truth. The wall cannot withstand freedom.”

„Wie ich vor einem Moment vom Reichstag, der Inbegriff der deutschen Einheit, herausgesehen habe, bemerkte ich auf die Wand gesprühte Worte, vielleicht von einem jungen Berliner, ‚Diese Mauer wird fallen. Glauben wird Realität.‘ Ja, in ganz Europa wird diese Mauer fallen. Sie kann dem Glauben nicht standhalten; Sie kann der Wahrheit nicht standhalten. Die Mauer kann der Freiheit nicht standhalten.“

Ein weiterer Höhepunkt der Rede war Reagans Aufruf, das Wettrüsten (mit seinem Verweis auf die sowjetischen SS-20-Kernwaffen) zu beenden und die Möglichkeit, “not merely of limiting the growth of arms, but of eliminating, for the first time, an entire class of nuclear weapons from the face of the Earth” (deutsch: „nicht nur das Wachstum der Bewaffnung zu begrenzen, sondern auch zum ersten Mal eine ganze Klasse von Kernwaffen aus der Welt zu schaffen“).
Gorbatschow und Reagan unterzeichneten am 8. Dezember 1987 in Washington, D.C. den INF-Vertrag über den vollständigen Abbau aller nuklearen Mittelstreckenwaffen mit Reichweiten von 500 bis 5500 km.

## Reaktionen und Vermächtnis

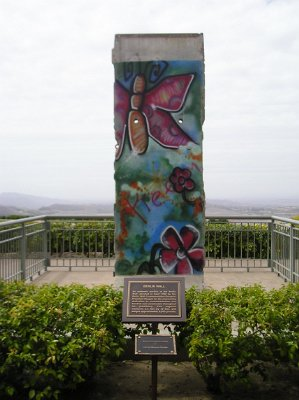
Ein Stück der Berliner Mauer befindet sich in der Ronald Reagan Presidential Library in Simi Valley

Der Kernsatz der Rede erschien am folgenden Tag mit Foto auf der Titelseite der New York Times. Die Zeit betitelte ihren Bericht: "Der Präsident an der Mauer: Mit dem Mut zur Utopie". Die sowjetische Nachrichtenagentur TASS beschuldigte Reagan, eine offen provokative, kriegstreibende Rede gehalten zu haben. DDR-Politbüromitglied Günter Schabowski betrachtete die Rede später als „absurd“,. Ironischerweise war es dann ausgerechnet Schabowski, der die Mauer zweieinhalb Jahre später durch eine wohl unbedachte Antwort auf einer Pressekonferenz am 9. November 1989 tatsächlich öffnete.
Der damalige Bundeskanzler Helmut Kohl sagte, dass er es nie vergessen werde, in der Nähe von Reagan gestanden zu haben, als dieser Gorbatschow dazu aufforderte, die Berliner Mauer einzureißen. “He was a stroke of luck for the world, especially for Europe” (deutsch: „Er war ein Glücksfall für die Welt, vor allem für Europa“).
Reagans Aufruf an Gorbatschow, die Berliner Mauer einzureißen, habe seinerzeit wenig Wirkung gehabt, behauptete hingegen 20 Jahre später Romesh Ratnesar im Time Magazine. Liam Hoare kritisierte 2012 in einem Artikel für The Atlantic, dass amerikanische Medien sich auf die Bedeutung dieser besonderen Rede konzentrierten, ohne die Kompliziertheit der Ereignisse zu bewerten.
Auch der spätere US-Botschafter in Deutschland John Kornblum, seinerzeit als ranghöchster US-Diplomat in Berlin verantwortlich für die Organisation rund um Reagans Rede, schrieb 2007: “[The speech] wasn’t really elevated to its current status until 1989, after the wall came down” (deutsch: „Die Rede hatte bis zum Mauerfall 1989 nicht ansatzweise ihr heutiges Ansehen“).
In einem Interview erinnerte sich Reagan, dass die ostdeutsche Polizei es den Menschen nicht erlaubt hätte, in die Nähe der Mauer zu kommen, wodurch die Bürger daran gehindert wurden, an dem Erlebnis der Rede teilzuhaben. Die westdeutsche Polizei musste aufgrund verschiedener Ausschreitungen während Anti-Reagan-Demonstrationen zu ähnlichen Maßnahmen greifen.
Peter Robinson, der Redenschreiber des Weißen Haus, der die Rede entworfen hat, sagte, dass seine berühmteste Zeile durch ein Gespräch mit Ingeborg Elz aus West-Berlin inspiriert wurde, die in einem Gespräch mit ihm bemerkt hatte: “If this man Gorbachev is serious with his talk of Glasnost and perestroika he can prove it by getting rid of this wall” (deutsch: „Wenn Gorbatschow es mit seiner Rede von Glasnost und perestroika ernst meint, kann er es beweisen, indem er diese Mauer los wird“).
Der Präsident hatte auch tagesaktuelle Bezüge in seine Rede einfließen lassen. So machte er gegen Schluss den Vorschlag, angesichts der seit zwei Tagen währenden Unruhen in Südkorea die Olympischen Spiele 1988 nicht dort, sondern in den beiden Hälften Berlins austragen zu lassen. Dies traf bei westdeutschen, nicht aber ostdeutschen Politikern auf Zustimmung.

## Rezeption in Filmen
In der Einleitung des Agententhrillers Atomic Blonde von David Leitch mit Charlize Theron von 2017 ist der Rede-Ausschnitt des US-Präsidenten zu sehen. Auch der Thriller Der Schakal mit Bruce Willis von 1997 eröffnet mit diesem historischen Tondokument.